# Enric Sala
Enric Sala (nacido el 26 de noviembre de 1968 en Gerona) es un exprofesor universitario que dejó la academia para convertirse en un conservacionista a tiempo completo como explorador para National Geographic. Los objetivos actuales de Sala son ayudar a proteger los ecosistemas marinos críticos en todo el mundo y desarrollar nuevos modelos comerciales para la conservación marina. También produce documentales y otros productos audiovisuales para crear conciencia sobre la importancia de un medio ambiente saludable e inspirar a los líderes de los países a aumentar la protección de la naturaleza.

## Trayectoria: inicios
Sala creció cerca de la Costa Brava en Cataluña, España, donde desarrolló su pasión por el océano. Obtuvo una Licenciatura en Ciencias  Biológicas en la Universidad de Barcelona en 1991 y un Ph.D. en Ecología en la Universidad de Aix-Marseille, Francia, en 1996. Sala más tarde se mudó a los Estados Unidos para convertirse en profesor en la Institución Scripps de Oceanografía.

## Carrera
Sala fue profesor en el Instituto Scripps de Oceanografía en La Jolla, California (2000–2007) e investigador en el Consejo Superior de Investigaciones Científicas de España (2007–2008). En Scripps, Sala ayudó a crear el Centro para la Conservación y Biodiversidad Marina, un innovador programa multidisciplinario para capacitar a futuros líderes en conservación marina. En 2006, Enric regresó a España para ocupar el primer puesto en ecología de la conservación marina en el Consejo Superior de Investigaciones Científicas de España.
Un día, Sala se dio cuenta de que lo que estaba haciendo era simplemente escribir el obituario del océano. Estaba describiendo cómo la vida en el océano estaba muriendo con más y más precisión, pero sin ofrecer una cura.
Después de darse cuenta de esto, Sala leyó un artículo de la revista  National Geographic sobre Mike Fay, un explorador de National Geographic que recorrió África central y convenció al presidente de Gabón para crear 13 parques nacionales. Sala se sintió inspirado, ese tipo de proyecto era exactamente lo que quería hacer en el océano. Poco después decidió acercarse a National Geographic con un plan, un proyecto que combina exploración, investigación y medios para inspirar a los gobiernos a crear reservas marinas, esto es, parques nacionales en el mar.
En 2008, Sala fue nombrado becario de National Geographic y comenzó a desarrollar la iniciativa Pristine Seas. En 2011, tanto él como James Cameron fueron nombrados explorador-residente de National Geographic.

## Mares prístinos
Desde 2008, Sala dirige en National Geographic Pristine Seas, un proyecto para explorar, documentar y proteger los últimos lugares salvajes del océano. Usando una combinación de expediciones, ciencia, medios y análisis de políticas, el equipo de Pristine Seas ha ayudado a inspirar la protección de 26 áreas marinas protegidas que cubren más de 6,6 millones de kilómetros cuadrados de océano. El equipo ha realizado 36 expediciones, publicado más de 200 artículos científicos en revistas científicas revisadas por pares y producido más de 30 documentales.

### Investigación
La investigación de Sala no solo muestra los impactos humanos en el océano, sino que también muestra cómo los ecosistemas marinos pueden recuperarse y desarrolla soluciones prácticas para mejorar la salud de nuestros océanos. Sus publicaciones científicas son ampliamente reconocidas y utilizadas para los proyectos de conservación. Los resultados de la investigación de Pristine Seas incluyen el descubrimiento de una pirámide de biomasa invertida en arrecifes de coral vírgenes, nuevas especies de peces e invertebrados, poblaciones previamente desconocidas de animales de aguas profundas, la planta más profunda jamás encontrada en el océano, descripciones de algunos de los ecosistemas oceánicos más saludables y una descripción de los beneficios ecológicos y económicos de las reservas marinas de exclusión. En 2018, Sala publicó un estudio que revela que sin los subsidios del gobierno, más de la mitad de la actividad pesquera en alta mar no sería rentable. Y en 2021, Sala lideró un trabajo internacional que identificó los lugares prioritarios en el océano global para proteger la biodiversidad, la alimentación y el clima.

## Filmografía
2009
- Viaje a Shark Eden (National Geographic Channel)

2010
- Isla Tiburón (NatGeo Wild)

2011
- Secretos del Mediterráneo: El mundo perdido de Cousteau (NatGeo Wild)

2012
- Tiburones perdidos de Isla de Pascua (NatGeo Wild

2013
- Gabón salvaje (NatGeo Wild)
- Tiburones de la isla perdida (NatGeo Wild)

2014
- Costa salvaje de África ( NatGeo Wild)

2015
- El extremo norte de Rusia (NatGeo Wild)

2016
- Galápagos salvajes: mares vírgenes ( NatGeo Wild)
- Antes del Diluvio (Fisher Stevens)[7]
- Posada Saei (Hrund Gunnsteinsdottir)
- Palau: Paraíso prístino (NatGeo Wild)

2017
- Cabo de Hornos: El mar del fin del mundo (National Geographic Channel International)
- Juan Fernández: El mar para siempre (National Geographic Channel International)
- Revillagigedo: los mares más salvajes de México

2020
- The Last Ice (Disney+, 2020 - Ganador de un premio Emmy al mejor documental en 2021

## Publicaciones
Sala es autor de más de 150 publicaciones; aquí se incluye una selección.

### Libros
- Sala, Enric (2020). La naturaleza de la naturaleza, National Geographic.
- Sala, Enric (2015). Mares prístinos: viajes a los últimos lugares salvajes del océano. National Geographic.
- Jackson, Jeremy BC, Alexander, Karen E., Sala, Enric (2011).  Líneas de base cambiantes:  el pasado y el futuro de las pesquerías oceánicas. Prensa de la isla.

#### Otras publicaciones científicas
- Sala, E., et al. 2021. Proteger el océano mundial para la biodiversidad, los alimentos y el clima. Naturaleza, 592 (7854): 397-402. https://doi.org/10.1038/s41586-021-03371-z
- Atwood TB, Witt A, Mayorga J, Hammill E y Sala E. 2020. Patrones globales en las existencias de carbono en sedimentos marinos. Fronteras en Ciencias Marinas, 7:165. https://doi.org/10.3389/fmars.2020.00165
- MacNeil, MA, et al., 2020. Estado global y potencial de conservación de los tiburones de arrecife. Naturaleza, 583 (7818), págs. 801–806. https://doi.org/10.1038/s41586-020-2519-y
- Dinerstein, Eric. et al. (2019). "Un acuerdo mundial por la naturaleza: principios rectores, hitos y objetivos". Avances científicos 5. eaaw2869. doi:10.1126/sciadv.aaw2869 .
- Sala, Enric y S. Giakoumi (2018). “Las reservas marinas de no pesca son las áreas protegidas más efectivas en el océano”. Revista ICES de Ciencias Marinas 75 (3): 1166-1168 https://doi.org/10.1093/icesjms/fsx059
- Sala, Enric. et al. (2018). "La economía de la pesca en alta mar". Avances científicos 4(6): eaat2504. doi:10.1126/sciadv.aat2504 .
- Sala, Enric et al. (2013). “Un modelo de negocio general para las reservas marinas”. PLoS One 8 (4), e58799 https://doi.org/10.1371/journal.pone.0058799
- Gusano, Boris. et al. (2006). "Impactos de la pérdida de biodiversidad en los servicios de los ecosistemas oceánicos". Ciencia 314, 787–790. doi:10.1126/ciencia.1132294
- Sala, Enric y N. Knowlton (2006). “Tendencias de la biodiversidad marina mundial”. Revisión Anual de Medio Ambiente y Recursos 31, 93-122.doi 10.1146/annurev.energy.31.020105.100235
- Pandolfi, John M. et al. (2003). "Trayectorias globales del declive a largo plazo de los ecosistemas de arrecifes de coral". ciencia 301(5635):955-8. doi:10.1126/ciencia.1085706
- Sala, Enric. et al. (2002). "Un modelo general para el diseño de redes de reservas marinas". ciencia 298(5600):1991-3. doi:10.1126/ciencia.1075284
- Aburto-Oropeza, Octavio. et al. (2001). "Gran recuperación de biomasa de peces en una reserva marina de veda". PLoS ONE 6(8): e23601. https://doi.org/10.1371/journal.pone.0023601